# Otto Moltke (læge)
 Der er flere personer med dette navn, se Otto Moltke.
Otto greve Moltke (2. juli 1895 på Nørager – 1. juli 1961 i Hellerup) var en dansk læge, bror til Else og Ernst Moltke og far til Erik Moltke.
Han var søn af Otto greve Moltke og hustru, blev student fra Herlufsholm 1913 og cand.med. 1921. Han var reservelæge i Søværnet 1921-22 og ved Fakse Amtssygehus 1922-23, assistent ved Statens Serum Institut 1924-27, reservelæge ved Blegdamshospitalet 1928-30 og ved Bispebjerg Hospitals medicinske afdeling B 1930-36. Moltke blev dr.med. på afhandlingen Contributions to the characterization and systematic classification of bac. proteus vulgaris 1928, var på studierejse til Berlin 1930 og til Stockholm og London 1932 og fik specialistanerkendelse i intern medicin samme år. Han var overlæge ved Sankt Elisabeths Hospitals medicinske afdeling fra 1936.
Otto Moltke var formand for Dansk Selskab for intern Medicin 1945-46, vicepræsident for Medicinsk Selskab i København 1951, præsident for samme 1952-53 samt medredaktør af Bibliotek for Læger 1932-55. Han skrev Klinisk Bakteriologi (1937) samt tidsskrift- og håndbogsartikler.
31. marts 1922 ægtede han Rose baronesse Bille-Brahe (4. august 1897 i København – 28. januar 1974 i Hørsholm), datter af Adam Vilhelm baron Bille-Brahe (1855-1942) og Maria Elisabeth Malvina Wilhelmine Anastacia født komtesse Moltke (1864-1940).
Han er begravet på Vestre Kirkegård.